# Соболевка (приток Улуюла)
Соболевка (в верховье — Верхняя Соболевка) — река в Томской области России, левый приток Улуюла. Устье реки находится в 236 км от устья Улуюла по левому берегу. Протяжённость реки 44 км Высота истока — 162 м. Высота устья — 122 м.
В 7 км от устья по левому берегу впадает река Нижняя Соболевка.

## Данные водного реестра
По данным государственного водного реестра России относится к Верхнеобскому бассейновому округу, водохозяйственный участок реки — Чулым от водомерного поста села Зырянское до устья, речной подбассейн реки — Чулым. Речной бассейн реки — (Верхняя) Обь до впадения Иртыша.
Код водного объекта — 13010400312115200022022.